# Crescita acida
La crescita acida è l'abilità delle cellule e delle pareti cellulari delle piante di allungarsi o espandersi velocemente in presenza di pH basso (acido). Questa forma di crescita non comporta un aumento del numero delle cellule. Talvolta è chiamata "allungamento indotto dall'acido", "espansione acida", "perdita acido-indotta della parete cellulare" o con altri termini simili. Durante la crescita acida le cellule si allargano rapidamente a causa della presenza dell'espansina, una proteina dipendente dal pH che rende le pareti cellulari meno rigide. L'espansina scioglie le interconnessioni tra le microfibrille di cellulosa presenti nella parete cellulare. L'introduzione di un ormone vegetale, come per esempio l'auxina, fa sì che vengano pompati dei protoni (H+) dall'interno della cellula verso la parete cellulare, rendendola più acida. L'acidità attiva l'espansina e la parete diventa meno rigida. A questo punto la cellula può incamerare acqua al suo interno ed espandersi.